# انجمن جهانی پرندگان
انجمن جهانی پرندگان (به انگلیسی: BirdLife International) انجمنی است که پیش‌تر با عنوان «شورای جهانی حفاظت از پرندگان» شناخته می‌گردید. شالودهٔ این انجمن متشکل از مشارکت انجمن‌ها و سازمان‌های حفاظت‌گر جهانی است که تلاش می‌کنند تا پرندگان، زیستگاه‌ها و تنوع زیستی جهانی را از هرگونه آسیب و گزندی حفظ نمایند. این سازمان عنوان بزرگترین سازمان همکاری حفاظت از جهان با بیش از ۱۲۰ سازمان عضو و شریک را یدک می‌کشد. این انجمن فهرستی قرمز از گونه‌های در معرض خطر پرندگان از اتحادیه بین‌المللی حفاظت از طبیعت دارد که مشتمل بر ۱۰۰۰ گونه پرندهٔ در معرض خطر انقراض است و برای هر یک از آنها، برنامه‌ریزی‌های حفاظتی تدوین شده‌است انجمن پرندگان جهان دارای برنامه‌های کارگروهی در زمینهٔ حفاظت در بخش‌های مختلفی می‌باشد که عبارت هستند از آفریقا، قاره آمریکا، آسیا، اروپا و آسیای مرکزی، خاورمیانه و اقیانوسیه.
این انجمن، مرجع رسمی انتشار فهرست سرخ پرندگان از اتحادیه جهانی حفاظت از طبیعت است و از سال ۲۰۱۵ اثبات نموده که در حدود ۱۳۷۵ گونه پرنده که شامل ۱۳٪ از کل یا تقریباً یک مورد از هشت مورد پرندگانِ جهان در معرض خطر انقراض قرار دارند که به تفکیک، در دسته‌بندی‌هایی همچون گونه در معرض انقراض یا گونه در معرض خطر و گونه آسیب‌پذیر درج شده‌اند.